# Availles-sur-Seiche
Availles-sur-Seiche (tiếng Breton: Avallod-ar-Sec'h, Gallo: Avaylh) là một xã của tỉnh Ille-et-Vilaine, thuộc vùng Bretagne, miền tây bắc nước Pháp.